# Vascós
Vascós es un lugar español situado en la parroquia de La Cuesta, del municipio de Maceda, en la provincia de Orense, Galicia.

## Demografía
| Gráfica de evolución demográfica de Vascós entre 2000 y 2022 |
|                                                              |
| Datos según el nomenclátor publicado por el INE.             |